# Waldemar Mieczysław Izdebski
Waldemar Mieczysław Izdebski – polski ekonomista rolnictwa, doktor habilitowany nauk ekonomicznych, nauczyciel akademicki Politechniki Warszawskiej, Szkoły Głównej Gospodarstwa Wiejskiego w Warszawie i Wyższej Szkoły Ekologii i Zarządzania w Warszawie, specjalista w zakresie techniki rolniczej i użytkowania maszyn rolniczych.

## Życiorys
W 2004 na podstawie dorobku naukowego oraz rozprawy pt. Strategie wyposażenia gospodarstw rolnych w kombajny zbożowe na Wydziale Ekonomiczno-Rolniczym Szkoły Głównej Gospodarstwa Wiejskiego uzyskał stopień doktora habilitowanego nauk ekonomicznych w dyscyplinie ekonomia specjalność ekonomika rolnictwa
Był zatrudniony na Wydziale Inżynierii Produkcji Szkoły Głównej Gospodarstwa Wiejskiego w Warszawie (Katedra Organizacji i Inżynierii Produkcji oraz Katedra Podstaw Inżynierii). Został profesorem nadzwyczajnym na Wydziale Zarządzania Politechniki Warszawskiej, gdzie objął stanowisko kierownika Zakładu Zarządzania Produkcją. Został także profesorem nadzwyczajnym Wyższej Szkoły Ekologii i Zarządzania w Warszawie.